# La SAL Feminista
La SAL (suport i autonomia lesbofeminista) és un col·lectiu de suport i autonomia lesbofeminista. L'organització està formada per feministes i lesbianes organitzades contra el masclisme i la lesbofòbia. Els seus principis es basen en l’autonomia i la no mixticitat, que són les formes que entenen imprescindibles per l’organització feminista. Defensen l’autodefensa com a pràctica política i recolzen aquelles opcions que trii cada dona per defensar-se i viure una vida digne. Entenen el conflicte que genera el sistema patriarcal com un conflicte on la violència dels homes contra les dones és la última expressió d’un sistema d’explotació i opressió d’un grup sobre un altre. Assenyalen l'heterosexualitat com a règim polític que construeix subjectes opressors i subjectes oprimits i que és l'engranatge que fa funcionar el capitalisme i el patriarcat a partir de les institucions de l’Estat. Entenen la lesbianitat com una estratègia per substreure’s de l'estat de la situació i declarar la seva autonomia, és a dir, com un espai de possibilitats des d’on construir, com a dones unides, la seva subjectivitat revolucionària contra l'estat capitalista i patriarcal.
Com a activistes, s'han mostrat crítiques amb el Centre LGTBI de Barcelona, que creuen que segueix amb la línia de "Invisibilitzar les dones lesbianes i/o trans" i pensen que és fonamental "articular un discurs crític envers el conglomerat de les sigles LGTBI". Exposen: "Si hi poses mirada feminista, s'ha de problematitzar aquesta sopa de lletres, ja que sempre que acabem parlant d’allò LGTBI s'acaba parlant dels interessos dels gais. I el Centre no trenca amb aquesta dinàmica".
Juntament amb altres organitzacions formen part del 28J Autònom, que neix en resposta al Pride, ja que consideren que no només és buit de contingut reivindicatiu sinó que només persegueix el negoci. "Igual que no podem concebre un feminisme que no sigui anticapitalista, tampoc té cap mena de força un Orgull que no sigui antiracista, anticapitalista i feminista", "Utilitzen les violències LGTBfòbiques que patim per dir-nos que, si paguem el seu preu d'entrada, podrem accedir a un món segur. Si paguem els 10 € de l'Arena, els 20 € de la sauna o els 1.000 € del creuer tot serà fantàstic. I això no només és mentida, sinó que s'aprofiten de la nostra por".